# OCARIN
OCARIN (Organización de la Cultura y el Arte Infantil), es una organización sin fines de lucro fundada el año 1979 por la actriz, pedagoga y dramaturga chilena Ruth Baltra Moreno.

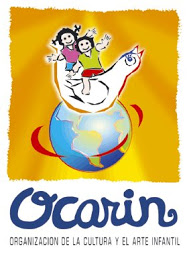
Primer logo que representó a OCARIN, el cual fue creado por un niño de 12 años de la población "La Palmilla" ubicada en la Región Metropolitana. Para el PRIMER ENCUENTRO MUNDIAL DE TEATRO Y DANZA INFANTIL- INFANTIL, el Diseñador Jaime Piña, modificó creativamente el mismo.

#### Misión
“Promover y defender los Derechos de la Infancia y Adolescencia fomentando la educación, el arte, la cultura, la formación integral, una recreación sana, participativa y respetuosa de la diversidad, fundamentalmente en las primeras etapas del ser humano a través del Arte Teatral Infantil- Juvenil”.

## Historia
OCARIN nace el 4 de enero de 1979 con el objetivo de defender y promover los Derechos de la Infancia y Adolescencia, basando sus principios y objetivos en la Convención Internacional de los Derechos del Niño ratificada en Chile en agosto de 1990 (DS N°830). 
La Escuela de Teatro y Danza OCARIN, funcionaba en la calle Arturo Prat 464, casa que fue donada por el Sindicato N°2 de Suplementeros. Esta sede fue incendiada en el año 1989, bajo el período de dictadura militar. Posterior a esto, desde los años 90 en adelante, Ocarin impartió sus talleres de teatro en distintos centros culturales, corporaciones municipales y sedes vecinales. 
Para celebrar el Año Internacional del Niño (1979), la organización realiza el primer “Congreso del niño hecho por niños” en forma clandestina en la Parroquia Santa Rosa del Parral , cerrando este evento con más de ocho mil espectadores infantiles en el Teatro Caupolicán y la Presentación del MANIFIESTO DE LOS NIÑOS POR LA PAZ.
Desde septiembre de 2023, la organización funciona en su sede ubicada en la comuna de La Florida (Santiago de Chile), y está integrada por exalumnos y alumnas de OCARIN, artistas, educadores, padres, apoderados/as, soci@s y colaboradores, comprometidos en conducir la propuesta de enseñanza artística, cultural y social a nivel nacional e internacional. 

## Fundadora: Ruth Baltra Moreno
Actriz, dramaturga, escenógrafa y pedagoga teatral chilena, fue una defensora de los derechos de niños y niñas. Ruth dedicó más de 50 años de su vida a la formación a través del teatro y a su organización OCARIN, promoviendo valores de la inclusión, el amor y el respeto hacia la infancia. 
En el Año Internacional del Niño (1979), funda “OCARIN” (Organización de la Cultura y Arte Infantil) con el objetivo de educar a través del arte, la recreación y de la defensa de los derechos de los niños, niñas y adolescentes. 
En el año 2000, fue instituida por la UNESCO, “Mensajera de Paz”, por su adhesión al Manifiesto y Década “Por una Cultura de Paz y no violencia” promovido por la UNESCO Y LAS NACIONES UNIDAS. 
Escribió 56 obras de teatro y 15 cuentos dedicados a los más pequeños. Publicó tres libros: “El País Encantado de los Señores Duendes (1965) en Argentina, “Rayito de Sol” (1986) en Chile y “Teatro Infantil, para jugar, para crear, ¡para el aula!” (2003). 
Fallece el año 2014 y actualmente sus alumnos y alumnas mantienen con vida su legado en OCARIN, llevando a cabo la Escuela de Artes Escénicas, el Encuentro Mundial de Teatro Infantil- Juvenil, el Parlamento Infantil y otras actividades de vinculación comunitarias.